# Liga Majoră Tonga
Liga Majoră Tonga este o competiție de fotbal din zona OFC.

## Echipele sezonului 2009
- Ahi ‘o Ulakai FC (Ahau)
- Funga'onetaka
- Kolofo'ou FC
- Kumifonua
- Lotoha'apai Dragon
- Ma'ufanga
- Navutoka
- Ngele'ia FC (Kolofou)
- SC Lotoha'apai (Veitongo)
- Vahe Kolo
- Veitongo

## Foste campioane
| - 1970-81: necunoscut - 1982: Ngele'ia FC (Kolofou) - 1983: Ngele'ia FC (Kolofou) - 1984: Ngele'ia FC (Kolofou) - 1985: Ngele'ia FC (Kolofou) - 1986-93: necunoscut - 1994: Navutoka - 1995-97: necunoscut - 1998: SC Lotoha'apai (Veitongo) - 1999: SC Lotoha'apai (Veitongo) - 2000: SC Lotoha'apai (Veitongo) | - 2001: SC Lotoha'apai (Veitongo) - 2002: SC Lotoha'apai (Veitongo) - 2003: SC Lotoha'apai (Veitongo) - 2004: SC Lotoha'apai (Veitongo) - 2005: SC Lotoha'apai (Veitongo) - 2006: SC Lotoha'apai (Veitongo) - 2007: SC Lotoha'apai (Veitongo) - 2008: SC Lotoha'apai (Veitongo) - 2009: Marist FC - 2010: |